# M/S Star Pisces

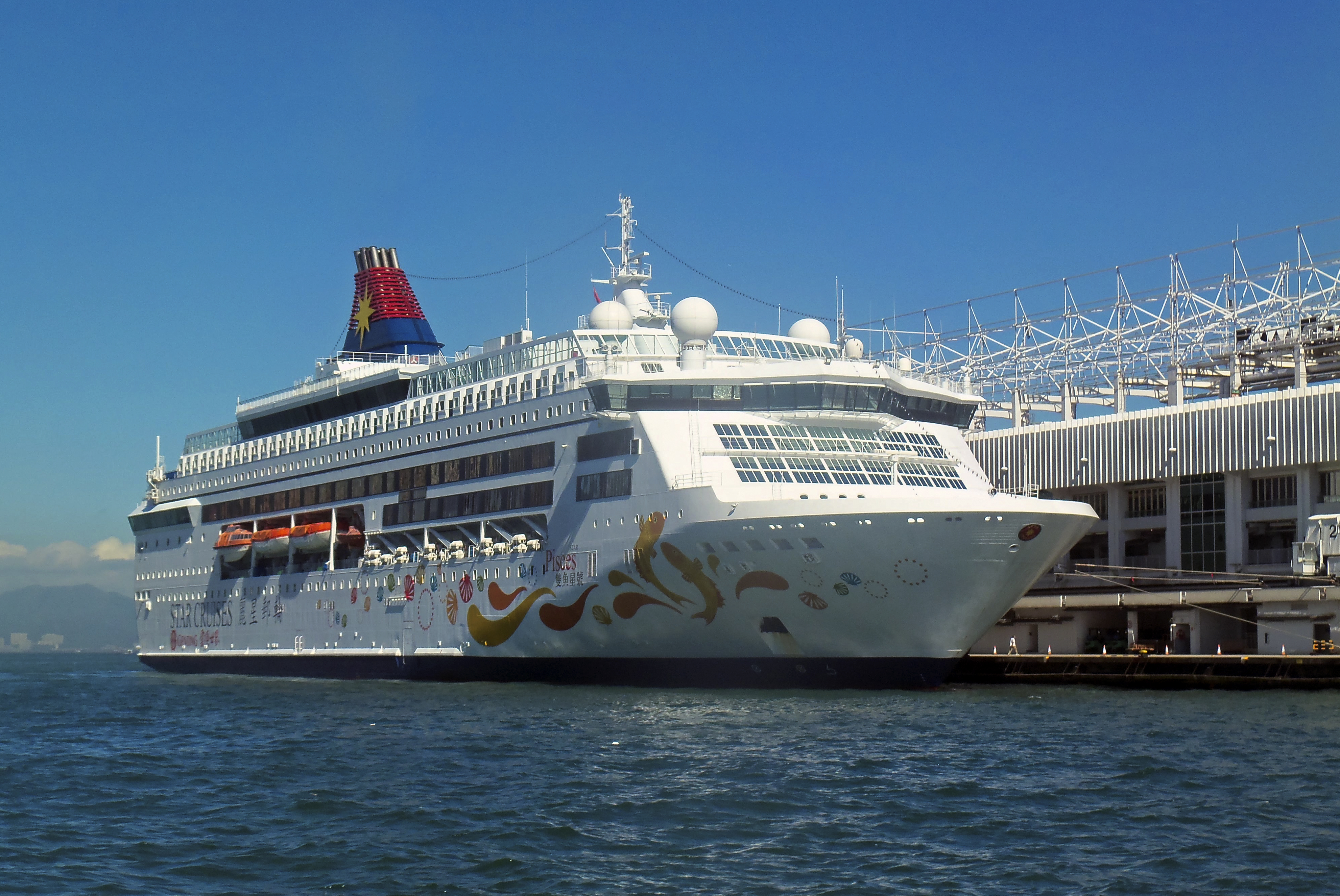
M/S Star Pisces vid Ocean Terminal i Hongkong 2013.

M/S Star Pisces var ett kryssningsfartyg som ägdes av Star Cruises och gjorde korta kryssningar från Hongkong. Hon byggdes ursprungligen som färjan M/S Kalypso 1990 på Pernovarvet i Åbo i Finland för Rederi AB Slite, som grundade Viking Line. Fartyget ritades av arkitekt Per Dockson.
Fartyget skrotades 12 juli 2022 i Alang i Indien.
M/S Star Pisces har ett systerfartyg, M/S Nordic Pearl.